# قائمة المواقع والمعالم المصنفة في ولاية الجلفة
هذه قائمة حصرية للمواقع الأثرية و المعالم التاريخية المصنفـــة حسب وزارة الثقافة والاتصال (الجزائر) لولاية الجلفة
| رقم    | اسم                                       | وصف | موقع | مدينة | قسم    | الإحداثيات | صورة |
| ------ | ----------------------------------------- | --- | ---- | ----- | ------ | ---------- | ---- |
| 17-001 | حجرة سيدي بوبكر نقوش حجرية                |     |      |       | الجلفة |            | صورة |
| 17-002 | خنق الهلال نقوش حجرية                     |     |      |       | الجلفة |            | صورة |
| 17-003 | نقوش حجرية زكار                           |     |      |       | الجلفة |            | صورة |
| 17-004 | منصات ححرية لمطحنة الجلفة                 |     |      |       | الجلفة |            | صورة |
| 17-005 | منصات حجرية على يمين طريق الجزائر الأغواط |     |      |       | الجلفة |            | صورة |